# Asamblea de franceses en el extranjero
La Asamblea de franceses en el extranjero (en francés: Assemblée des Français de létranger; AFE) es el órgano político representativo de los ciudadanos franceses residentes fuera de Francia.